# Биджнор (округ)
Биджнор (хинди बिजनौर जिला, англ. Bijnor) — округ в индийском штате Уттар-Прадеш. Административный центр — город Биджнор. Площадь округа — 4561 км².
По данным переписи 2011 года население округа составляет 3 683 896 человек. Плотность населения — 808 чел./км². Прирост населения за период с 2001 по 2011 годы составил 17,64 %. На 1000 мужчин приходится 913 женщин. Уровень грамотности населения — 70,43 %. 55,18 % населения исповедуют индуизм; 43,04 % — ислам; 0,17 % — христианство; 0,06 % — джайнизм и 1,40 % — другие религии.
По данным прошлой переписи 2001 года население округа насчитывало 3 131 619 человек. Уровень грамотности взрослого населения составлял 58,08 %, что было немного ниже среднеиндийского уровня (59,5 %).